# 열두 지파
열두 지파(히브리어: שבטי ישראל, 영어: Twelve Tribes of Israel, Tribes of Israel) 또는 십이지파는 고대 이스라엘 민족을 구성한 12개의 부족들을 지칭한다. 이스라엘이라고도 하는 야곱이 레아, 라헬과 그 시종 빌하와 실바로부터 낳은 아들들의 후손으로 전해진다. 이들을 모두 일컬어 이스라엘 민족이라 한다.
근대 이후 학계에서는 열두 지파가 실제로 존재했는지에 대해 회의적인 시각이 있으며, 숫자 12의 사용은 국가 건국 신화의 일부로서 상징적인 전통을 의미한다고 생각하지만, 대부분의 학자들은 이 의견에 동의하지 않는다.

## 성경에서
야곱에게는 12명의 아들이 있었는데, 각자 다음과 같다.
(르우벤, 시므온, 레위, 유다, 잇사갈, 스불론, 단, 납달리, 갓, 아셀, 요셉, 베냐민)이 있었는데 레위 지파가 하나님의 소유가 되면서 레위 지파는 12지파에서 제외되었다.
| 생모 | 자녀(출생순서)                                                    |
| 레아 | 르우벤(1) 시므온(2) 레위(3) 유다(4) 잇사갈(9) 스불론(10) 디나(딸) |
| 빌하 | 단(5) 납달리(6)                                                   |
| 실바 | 갓(7) 아셀(8)                                                     |
| 라헬 | 요셉(11) 베냐민(12)                                               |

여기서 레아의 삼남인 레위의 후손은 여호와의 소유가 되어 열두 지파에서 제외되고, 요셉은 그 두 아들 므낫세와 에브라임이 각각 새로운 지파의 조상이 됨에 따라 총 열두 지파가 가나안 땅을 분배받았다. 땅을 기업으로 받은 지파들은 각각 다음과 같다.
1. 르우벤 지파
2. 시므온 지파
3. 유다 지파
4. 잇사갈 지파
5. 스불론 지파
6. 단 지파
7. 납달리 지파
8. 갓 지파
9. 아셀 지파
10. 에브라임 지파
11. 므낫세 지파
12. 베냐민 지파

## 내용
- 야곱이 12명의 아들을 축복하는 내용이 창세기 49장에 기록되어있다.
- 12라는 숫자는 이스라엘 전체를 상징한다.
- 시내산에서 언약에 조인하는 의식을 치를 때, 모세는 “이스라엘 12 지파대로 열두 기둥”을 세웠다.[5]
- 길갈에 “이스라엘 자손들의 지파 수”를 상징하는 열두 개의 돌이 세워졌다.[6][7]

## 역사학에서
수천년동안 유대인과 기독교인들은 열두 지파의 이야기를 역사적 사실로 받아들여왔으나, 19세기에 들어 근대적인 역사학이 태동함에 따라 열두 지파에 대한 기록에 역사비평이 이루어지기 시작했다. 열두 지파의 실존부터 초대 족장들의 실존 여부, 열두 지파의 이야기와 땅 분배 이야기, 가나안 정벌 이야기 등이 실제 역사 속에서 이루어진 일인지 새로운 방법론을 가지고 탐구해오고 있다.
열두 지파의 이야기가 기원전 7-6세기의 유다 왕국에서 만들어진 이야기라고 보는 시각도 있는데, 그 근거는 다음과 같다.
- 창세기 49장의 야곱의 축복 이야기에서 요셉을 다른 형제들에 비해 특히 더 축복하였다.
- 신명기 33장의 모세의 축복 이야기에 시므온 지파가 등장하지 않는다.
- 판관기 1장에서 가나안을 정벌할 때 베냐민과 시므온 지파가 유다 지파의 조력자로만 등장하고, 유다 지파의 일부인 갈렙의 사람들과 겐 사람들의 비중이 높게 서술된다. 또한 이싸갈, 르우벤, 레위, 가드 지파는 언급되지 않는다.[9][10]

## 문장
12세기에 열두 지파에 대응되는 문장이 유럽에서 만들어졌는데, 각자 다음과 같다.

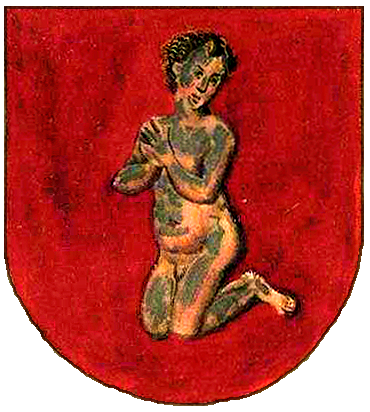
르우벤
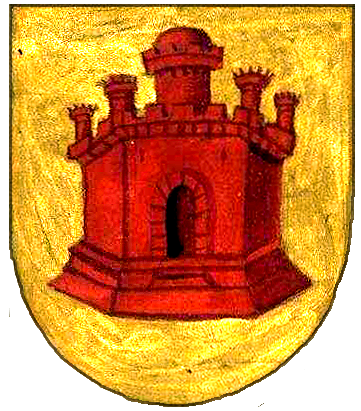
시므온
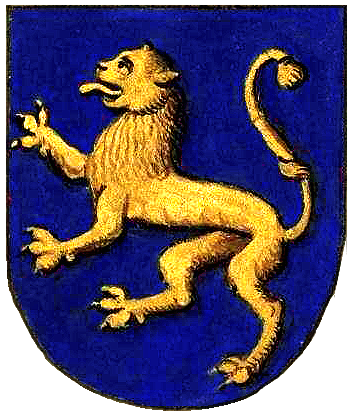
유다
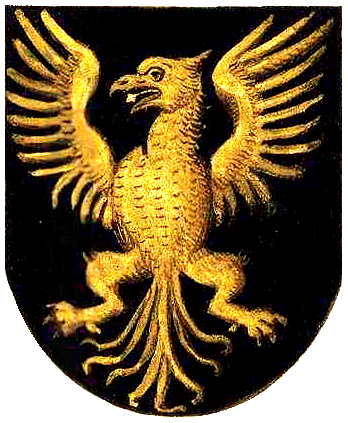
단
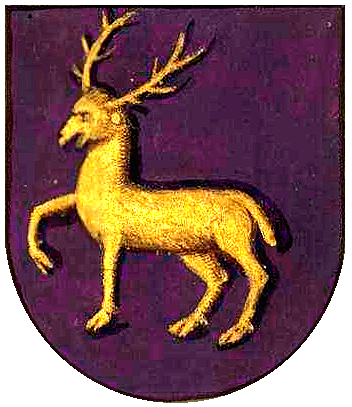
납달리
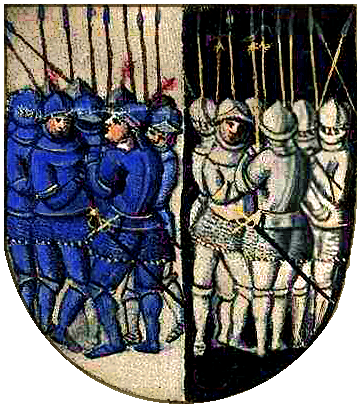
갓
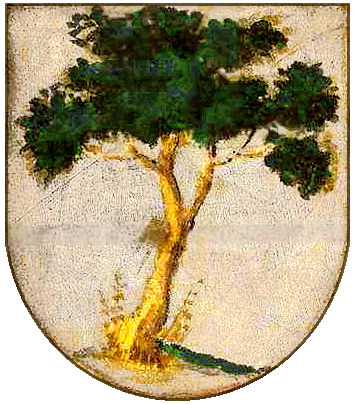
아셀
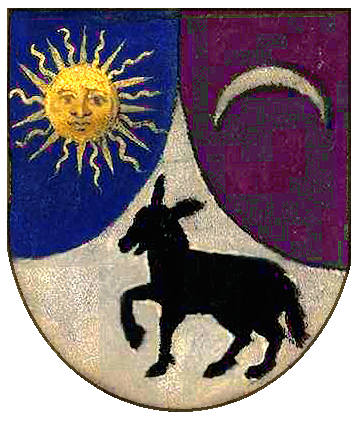
잇사갈
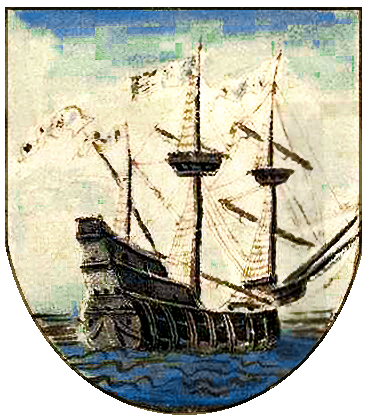
스불론
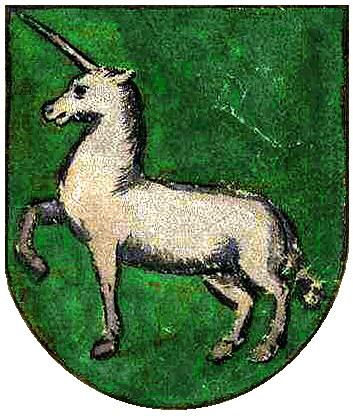
므낫세
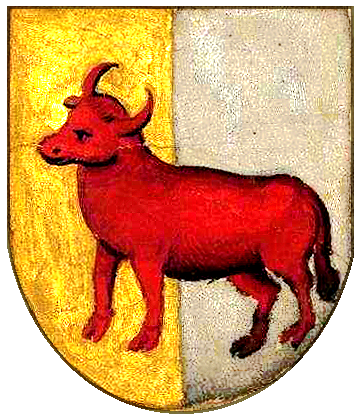
에브라임
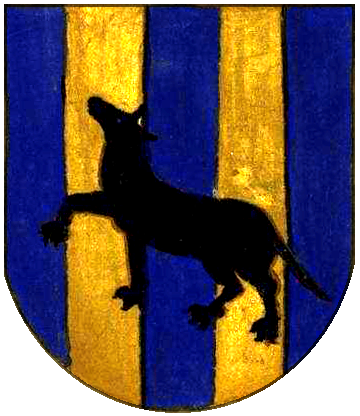
베냐민

## 같이 보기
- 이스라엘
- 북이스라엘 왕국
- 유다 왕국
- 사라진 열 지파